# 松井八郎
松井 八郎（まつい はちろう、1919年5月11日 - 1976年8月30日）は、日本の作曲家、ジャズピアニスト。

## 略歴
台湾出身。日本高等音楽学校卒業。淡谷のり子、春日八郎、越路吹雪、森繁久彌などへの歌の作曲や、多くの日本映画の音楽を手掛けた。刀根勝美楽団でドラムを担当していたハナ肇を見つけ、メジャー・デビューのきっかけを作った。

## 作品

### 楽曲
- 吉岡妙子『リラの花かげ』（1948年、作詞：井田誠一）
- 平野愛子『泣かないで』（1948年、作詞：門田ゆたか）
- 竹山逸郎『国境のバラライカ』（1950年、作詞:吉川静夫）

### 映画音楽
- 『三等重役』（1952年、東宝）
- 『ジャンケン娘』（1955年、東宝）
- 『生きものの記録』（1955年、東宝）
- 『花嫁会議』（1956年、東宝）
- 『女真珠王の復讐』（1956年、新東宝）
- 『サザエさんの青春』（1957年、東宝）
- 『大当り狸御殿』（1958年、宝塚映画製作・東宝配給）
- 『東京の休日』（1958年、東宝）
- 『続・社長太平記』（1959年、東宝）
- 『八百屋お七 江戸祭り一番娘』（1960年、東宝）
- 『乾杯!ごきげん野郎』（1961年、ニュー東映）
- 『青島要塞爆撃命令』（1963年、東宝）
- 『喜劇 とんかつ一代』 （1963年、東京映画）
- 『続・図々しい奴』（1964年、東映）
- 『喜劇 駅前競馬』（1966年、東宝）